# دریاراه مک‌موردو

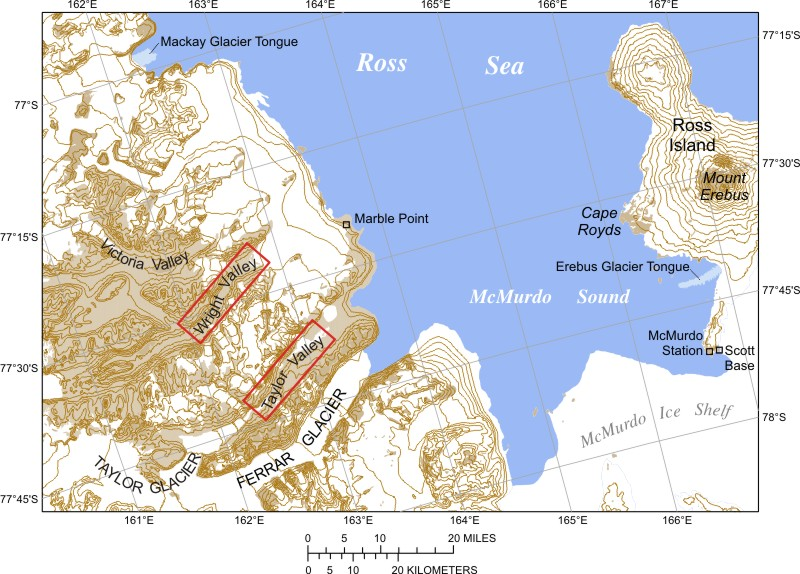
دریاراه مک‌موردو در جنوبگان

دریاراه مک‌موردو (انگلیسی: McMurdo Sound) و آب‌های یخ‌بسته آن حدود ۵۵ کیلومتر طول و عرض دارد. این دریاراه دریای راس را در شمال توسط شکاف یخ‌تاق راس به تنگه هاسکل در جنوب پیوند می‌دهد. بخش بزرگی از این تنگه با یخ‌تاق مک‌موردو پوشیده شده‌است. رشته‌کوه انجمن پادشاهی در ساحل غربی آن از سطح دریا تا ارتفاع ۴٬۲۰۵ متری کشیده شده و جزیره راس که نقطه تاریخی و مهمی برای کاوشگران قطبی است، مرز غربی آن را مشخص می‌سازد. آتشفشان فعال کوه اربوس با ارتفاع ۳٬۷۹۴ متر در جزیره راس قرار دارد. پایگاه مک‌موردو که بزرگ‌ترین پایگاه پژوهشی در جنوبگان است و پایگاه اسکات متعلق به نیوزیلند در ساحل جنوبی جزیره راس قرار دارند. کمتر از ۱۰ درصد ساحل دریاراه مک‌موردو عاری از یخ است و جنوبی‌ترین پهنه آبی قابل کشتی‌رانی در دنیا به‌شمار می‌آید.